# NGC 2553
NGC 2553 је спирална галаксија у сазвежђу Рак која се налази на NGC листи објеката дубоког неба.
Деклинација објекта је + 20° 54' 12" а ректасцензија 8h 17m 35,1s. Привидна величина (магнитуда) објекта NGC 2553 износи 14,1 а фотографска магнитуда 14,9. NGC 2553 је још познат и под ознакама MCG 4-20-14, CGCG 119-31, PGC 23240.